# Asura metamelas
Asura metamelas là một loài bướm đêm thuộc phân họ Arctiinae, họ Erebidae.